# Greta Van Susteren

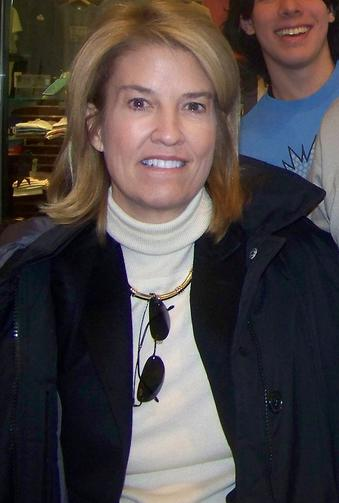
Greta Van Susteren in Manchester, 2008

Greta Van Susteren (Appleton, Wisconsin, 11 april 1954) is een Amerikaans journaliste en presentatrice. Ze kreeg in 2017 een functie bij MSNBC, nadat ze van 2002 tot en met 2016 actief was voor Fox News Channel. 
Van Susteren, die via haar vaders kant van Nederlandse afkomst is, studeerde rechten aan de Georgetown University. Ze maakte aanvankelijk naam als juridisch expert bij de verslaggeving van belangrijke misdaden. Zij werd vooral bekend in de Verenigde Staten door haar commentaren bij de rechtszaken van O.J. Simpson voor CNN.
Van Susteren werkte van 2002 tot en met 2016 voor  Fox News, waar zij primetime een één uur lang soort interviewprogramma genaamd On The Record with Greta Van Susteren presenteerde. Ook in dit programma besteedde ze aandacht aan misdaden en rechtszaken. Ze had regelmatig gasten, zoals oud-president Bill Clinton en de moeder van Natalee Holloway. Van Susteren werd door Fox News zelf als  links beschouwd. Voordat zij bij FOX News Channel kwam, werkte ze voor nieuwszender CNN.
Van Susteren is een actief lid van de scientologykerk, net als haar echtgenoot John Coale.